# Gehoorzenuw
De gehoorzenuw of nervus cochlearis is een van de twee takken van de VIIIe zenuw (de andere is de nervus vestibularis). De gehoorzenuw verbindt de trilhaarcellen in het slakkenhuis met de hersenen waardoor het mogelijk wordt geluid te ervaren. De nervus cochlearis ontspringt uit de cochlea en loopt naar de hersenstam, waar de vezels contact maken met de nucleus cochlearis, waar de gehoorsprikkels verder wordt verwerkt.

## Soorten neuronen
Bij zoogdieren worden cochleaire zenuwvezels geclassificeerd als type I of type II.
- Type I neuronen vormen 90-95% van de neuronen en innerveren de binnenste haarcellen. Ze hebben een relatief grote diameter, zijn bipolair en gemyeliniseerd. Elk type I axon innerveert slechts één binnenste haarcel, maar elke binnenste haarcel wordt geïnnerveerd door tot wel 30 van zulke zenuwvezels, afhankelijk van de soort en locatie in het slakkenhuis.
- Type II neuronen vormen de resterende 5-10% van de neuronen en innerveren de buitenste haarcellen. Ze hebben een relatief kleine diameter, zijn unipolair en ongemyeliniseerd.